# Hypostomus unae
Hypostomus unae es una especie de peces de la familia Loricariidae en el orden de los Siluriformes.

## Morfología
Los machos pueden llegar alcanzar los 17,1 cm de longitud total.

## Distribución geográfica
Se encuentran en Sudamérica: cuenca del  río Una (Bahia, Brasil ).